# Hemiaclis aqabaensis
Hemiaclis aqabaensis is een slakkensoort uit de familie van de Eulimidae. De wetenschappelijke naam van de soort is voor het eerst geldig gepubliceerd in 2005 door Bandel.